# Смех са сцене: Југословенско драмско позориште
„Смех са сцене: Југословенско драмско позориште” је југословенски ТВ филм из 1972. године. Режирао га је Љубиша Ристић који је написао и сценарио.

## Улоге
| Глумац                 | Улога    |
| ---------------------- | -------- |
| Војислав Воја Брајовић |          |
| Дара Чаленић           |          |
| Ђурђија Цветић         |          |
| Рада Ђуричин           |          |
| Милан Лане Гутовић     |          |
| Михајло Костић Пљака   |          |
| Љиљана Крстић          |          |
| Цвијета Месић          |          |
| Бранка Петрић          |          |
| Миодраг Радовановић    |          |
| Зоран Ратковић         |          |
| Никола Симић           |          |
| Јовиша Војиновић       | (архива) |